# ノーザンパイク
ノーザンパイク (Northern pike, 学名：Esox lucius) は、カワカマス属の1種の淡水魚・汽水魚。キタカワカマス（北川魳）。ヨーロッパで単にパイク（あるいは相当する各国語）と言えば本種を指す事が多いが、フランス、スイス、イタリアには同属の近縁種サザンパイクが分布するため、ヨーロッパに分布する唯一のパイクと言う訳ではない。
一部の名鑑ではノーザン･パイクと記載されている場合がある。

## 分布
北アメリカ、シベリア、ヨーロッパと、北半球高緯度地域に広く分布する。淡水のみならず、バルト海の汽水域にも住む。
北アメリカでは、アメリカ合衆国の中西部、北東部、アラスカ州、カナダのほぼ全域（ブリティッシュコロンビア州を除く）に分布する。
ヨーロッパでは、イベリア半島とアイスランドを除くほぼ全域に分布する。
イギリス、アイルランド、カリフォルニア州などで、外来魚として生息する。日本では報告されていないが、特定外来生物指定されている（パイクでは本種とマスキーパイク）。

## 形態
体は褐色で、小さな白斑を持つ。
“カワカマス”の別名のとおり体型はカマスに似て長大な筒状を呈し、口吻は尖り長く突出する。口内には鋸歯状の鋭く細かい歯が並ぶ。成魚の体長は100cmを超え、最大では150センチメートル、28.4kgに達する、パイクの中でも大型種である。

## 生態

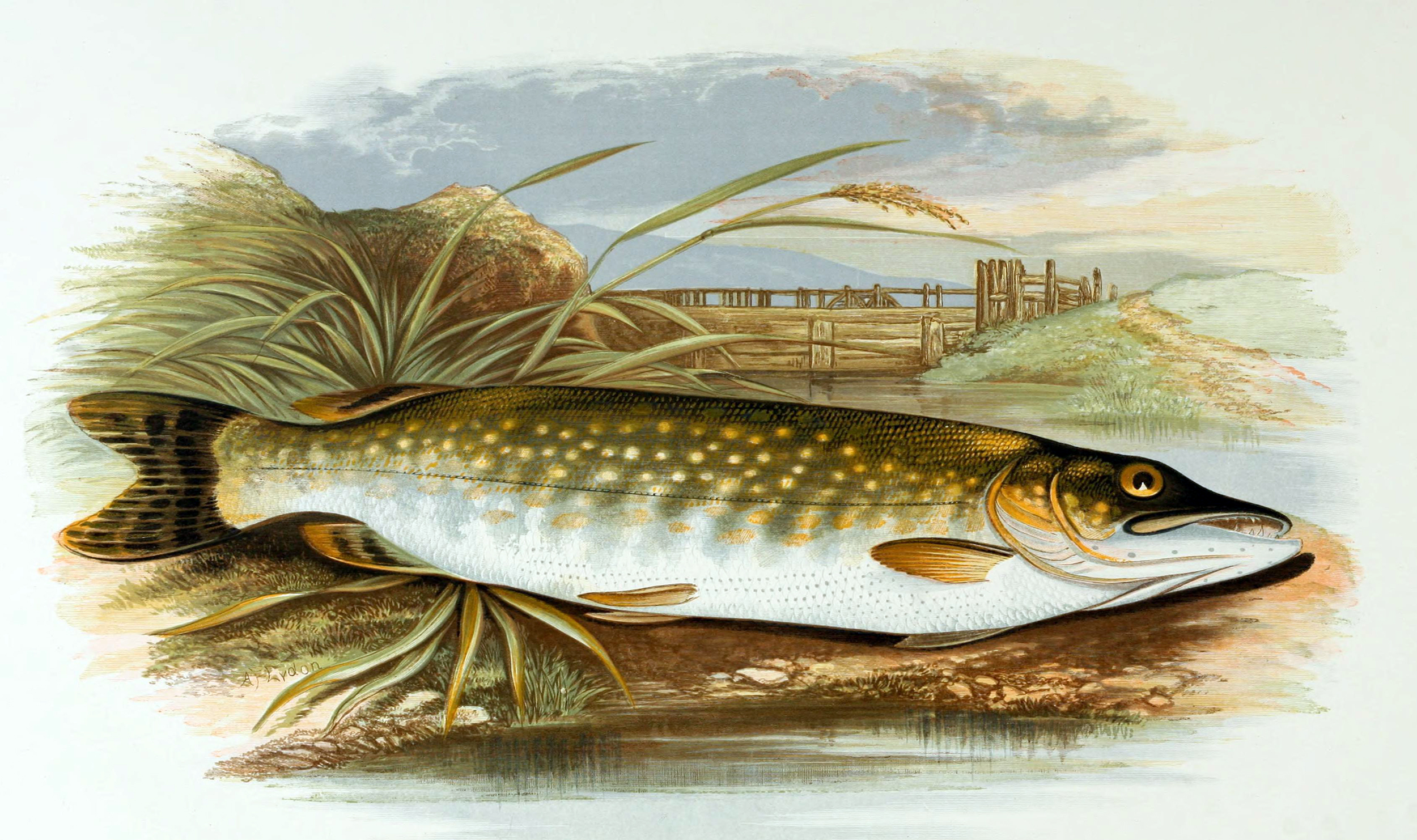
ノーザンパイクの絵

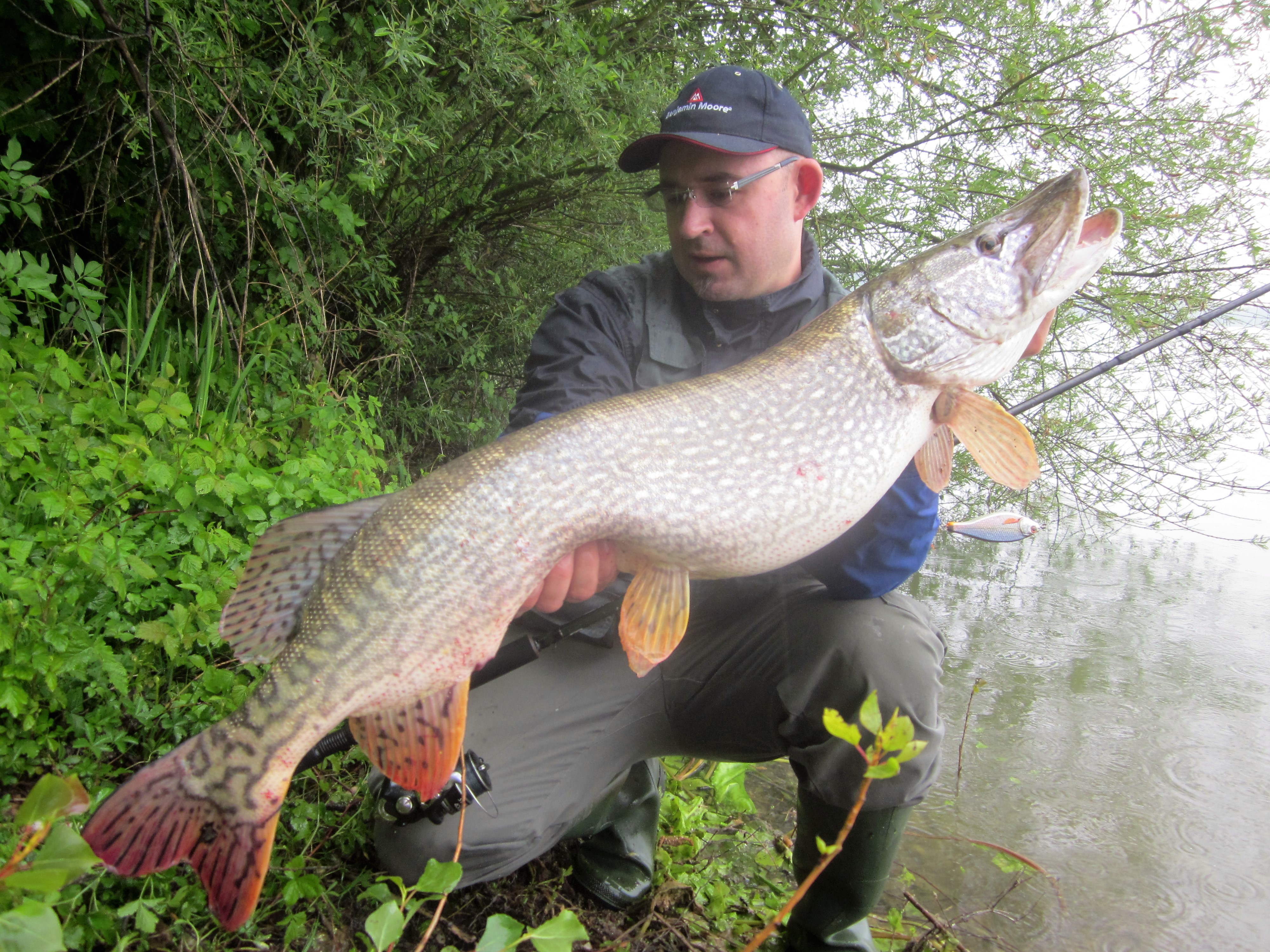
クロアチアのFinzula湖で釣り人にキャッチアンドリリースされたE. lucius

河川や湖沼に生息する。上流部に限定はされないが冷水と比較的清澄な水質が必要で、水底が丸い石や砂利、砂で構成されるような環境に多い。
肉食魚であり、生態ピラミッドの最上位を占める。主に魚食だが、魚類のみならず甲殻類や両生類、時には鳥類や哺乳類など、さまざまな動物を食べる。
春、氷の下で産卵する。卵は放置し、巣は作らず子育てもしない。産卵時以外は群を作らず単独で行動する。稚魚は1〜3年で成魚となり、20年以上生きる。

## 人間とのかかわり
ひろく食用される。フランスのローヌ―アルプ地方ではクネル（quenelle）というつみれ様の調理法が有名である。
料理に使う時は、大きな骨を取り除き、ニゴイや鱧や太刀魚のように骨切りして使う。

### 釣り

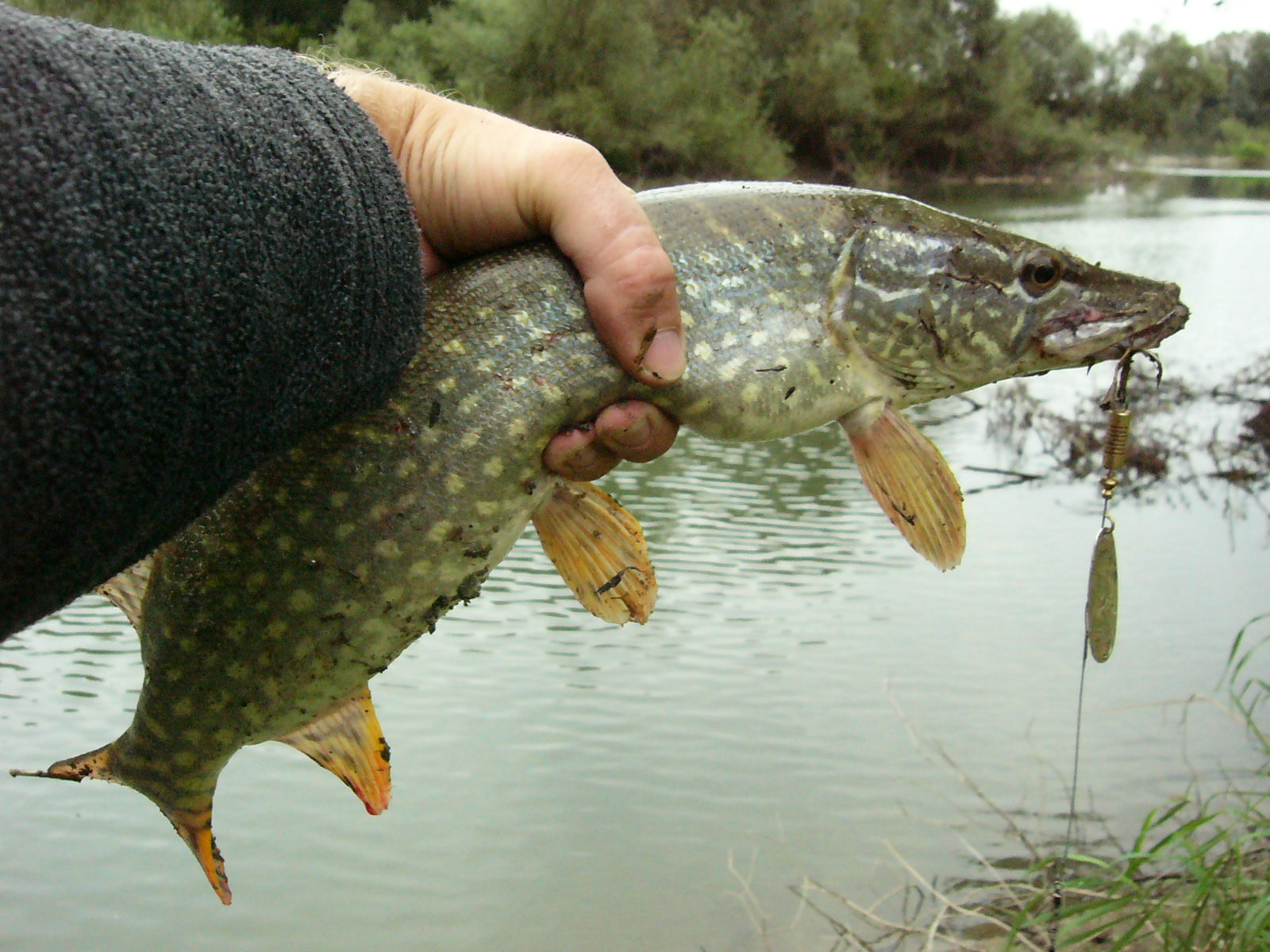
釣られたノーザンパイク
（ハンガリー、ドラーヴァ川）

欧州では、ゲームフィッシングの対象魚として高い人気を誇る。

### 飼育
日本では主に観賞魚として飼育されていた。暑さに弱いため、水温は10℃以下にすることが好ましい。
2006年に特定外来生物に指定され、以後日本国内で愛玩飼育はおこなえなくなった。